# Francescopaolo D'Angelosante
Francescopaolo D'Angelosante (Penne, 17 settembre 1922 – Roma, 15 aprile 1997) è stato un politico e avvocato italiano, esponente del Partito Comunista Italiano e parlamentare europeo.

## Biografia
Fu senatore della Repubblica dal 1963 al 1979.
Membro del Parlamento europeo dal 1969, fu eletto deputato alle elezioni europee del 1979 nelle liste del PCI. Fu vicepresidente della Delegazione per le relazioni con i paesi membri dell'ASEAN e dell'Organizzazione interparlamentare dell'ASEAN. Aderì al gruppo parlamentare "Gruppo comunista e apparentati".